# Menesia niveoguttata
Menesia niveoguttata là một loài bọ cánh cứng trong họ Cerambycidae.